# Young Baganda Association
La Young Baganda Association (Association des Jeunes Baganda) est une formation politique à base ethnique créée en 1919 par Z.K. Sentongo dans le Protectorat de l'Ouganda, qui s'est disloquée dans le courant de l'année 1922.

## Composition et revendications de la Young Baganda Association
L'Accord de l'Ouganda (1900) avait assuré le pouvoir politique aux chefs coutumiers de l'Ouganda : ceux-ci avaient en effet reçu des places fixes au conseil (Lukiko) du roi (Kabaka). Ils reçoivent aussi des prérogatives économiques, les Britanniques leur distribuant des terres pour les fidéliser. Les écoles s'étaient cependant multipliées dans le protectorat dans les années suivantes, obtenant un vif succès parmi la population. Il s'était ainsi formé une classe de jeunes intellectuels bougandais ayant accompli des études et accédé à des postes de fonctionnaires, qui cependant se trouvaient écartés du pouvoir.
Dans ce contexte, la Young Baganda Association se forme comme une association de jeunesse, au sens où elle rassemblait les "cadets sociaux" qui constituent la nouvelle classe éduquée. Ses membres s'opposaient au pouvoir des chefs coutumiers. Selon l'historien John Iliffe, les Britanniques sont partiellement responsables d'avoir favorisé dans leurs colonies l'opposition entre chefs coutumiers et élite éduquée afin de contenir la montée du nationalisme.
La plupart d'entre eux appartenaient au peuple des Baganda, majoritaire dans l'ancien royaume du Buganda. Ils s'exprimaient notamment par l'envoi de lettres ouvertes à l'Uganda Herald, dans lesquelles ils exposaient leurs réclamations.
Celles-ci étaient avant tout d'ordre social et économique. Du point de vue économique, ils réclamaient la fin du privilège de l'égrenage du coton pour les Indiens et l'instauration du libre-échange. Du point de vue social, ils réclamaient le développement de l'éducation, notamment secondaire, celle assurée en Ouganda par les missionnaires étant jugée de piètre qualité.

## Radicalisation et dislocation
Aux alentours de 1921, le parti connaît un double mouvement de radicalisation. Ethnique d'une part, le sentiment anti-indien étant de plus en plus marqué :who but the Indians are exploiting us ?, écrit Sentongo à l'Uganda Herald le 19 juillet 1921. Politique de l'autre, certains membres du parti attaquant frontalement le Kabaka et le Lukiko, allant jusqu'à suggérer l'instauration d'une République.
À la suite de la parution d'un article critiquant vivement le Kabaka, une loi est promulguée qui permet, en juin 1922, l'arrestation de ses trois auteurs : Yowasi Paito, Joswa Naluma et Yusufa Mukasa, aides-soignants à l'hôpital de Nabirembe.
Cet événement marque un coup d'arrêt pour la Young Baganda Association qui éclate peu après.